# Henri Poncet
Pour les articles homonymes, voir Poncet.
Le général de corps d'armée Henri Poncet (né le 4 octobre 1949 à Oran, Algérie) est un officier général français ayant dirigé plusieurs opérations en Afrique, notamment au Rwanda et en Côte d'Ivoire.

## Biographie
Henri Poncet (Saint-Cyr, DEA d'analyse économique des relations internationales) est issu de l'arme des troupes de marine, spécialité parachutiste. 
En 1994, il dirige l'opération Amaryllis, pour l'évacuation des étrangers présents au Rwanda, au début du génocide.
En 1995, il est nommé professeur à l'École de guerre avant de rejoindre le cabinet du ministre de la Défense de Charles Millon, en tant que « conseiller Afrique ».
Au départ de Charles Millon et du changement de majorité, il est maintenu à son poste dans le cabinet du nouveau ministre de la Défense Alain Richard jusqu'à l'été 1999 où il prend le commandement de la 11e brigade parachutiste. 
En octobre 2000, il commande la Brigade multinationale nord de l’OTAN au Kosovo.
À partir de février 2001, il dirige le commandement des opérations spéciales et l'engagement des forces spéciales françaises en Afghanistan.
De mai 2004 à juin 2005, il dirige l'opération Licorne en Côte d'Ivoire. Il est en poste durant les affrontements opposant l'armée française aux partisans du président ivoirien Laurent Gbagbo en novembre 2004, après l'attaque surprise de la base de Bouaké par deux Soukhoï Su-25S pilotés par des mercenaires biélorusses ou ukrainiens. Près de 8 000 ressortissants étrangers sont évacués par les forces armées des Nations unies qui empêchent les forces rebelles (FAFN) de profiter de la situation pour ajouter au chaos[réf. nécessaire].
Le 13 juillet 2005, il est décoré par le Président de la République Jacques Chirac. 
Le 13 décembre 2005, Poncet est mis en examen pour « complicité d'homicide volontaire » dans le cadre de l'affaire Mahé. Le 17 mai 2010, le procureur du Tribunal aux armées de Paris (TAP) requiert un non-lieu en faveur d'Henri Poncet. Le 16 juillet 2010, le juge d'instruction chargé du dossier prononce une ordonnance de non-lieu.
Il termine sa carrière en 2007 avec le grade de général de corps d'armée, chargé de mission à la Direction du Renseignement militaire.
Il entame alors une carrière dans le civil comme consultant et directeur général d'une PME spécialisée dans la gestion des risques.
Depuis 2015, il fait partager son expérience aux ingénieurs du master spécialisé « ingénieur d'affaires » de l'INSA Toulouse.
Il est élu conseiller municipal à Cazilhac (Aude).
Le général Poncet est commandeur de la Légion d’honneur et de l'Ordre national du Mérite et titulaire de six citations.

### Affaire Mahé
Le 13 mai 2005, un civil ivoirien de 30 ans, Firmin Mahé, recherché pour différents crimes et violences sur les populations locales, meurt alors qu'il est détenu par trois soldats de l’opération Licorne. Son exécution sommaire par ces soldats a été reconnue par la justice française en décembre 2012.

#### Sanctions et suites judiciaires
Le 17 octobre, Poncet est suspendu par le ministre de la Défense, Michèle Alliot-Marie, pour « manquements graves à la loi, aux règlements militaires et aux ordres ». Deux autres militaires sont suspendus : un colonel, chef de corps du 13e bataillon de chasseurs alpins, et un adjudant-chef, chef de la section qui aurait tiré sur Mahé. Poncet est soupçonné d'avoir donné l'ordre d'exécuter Mahé ou d'avoir « couvert » l'exécution de ce dernier par les soldats,.
Le 28 novembre, après que le Conseil d'enquête militaire a établi que l'adjudant-chef et les deux hommes du rang étaient bien présent dans le blindé au moment du décès de Firmin Mahé, ils sont placés en garde à vue pour homicide volontaire. Le lendemain, le colonel Éric Burgaud est à son tour placé en garde à vue. Il met en cause le général Poncet qui lui aurait donné l'ordre de tuer Mahé.
Le 2 novembre 2005, Poncet, et son adjoint opérations, le général Renaud de Malaussène reçoivent un blâme et une mutation pour ne pas avoir informé leurs autorités. Poncet est muté à un poste de chargé de mission à la Direction du Renseignement militaire (DRM).
Le général Poncet est mis en examen pour « complicité d'homicide volontaire » le 13 décembre 2005. Il nie avoir donné l'ordre implicite que lui prête le colonel Burgaud (pourtant cohérent avec le portrait de lui décrit par son ancien adjoint le général de Malaussène) et est blanchi par la justice militaire. Après la phase d'instruction, le procureur du Tribunal aux armées de Paris (TAP) a requis le 17 mai 2010 un non-lieu en faveur de Poncet et le 16 juillet 2010 le juge d'instruction a prononcé une ordonnance définitive de non-lieu,.
Le 7 décembre 2012, la Cour d’assises de Paris prononce son verdict à l’égard des deux principaux accusés. Le colonel Burgaud reconnu comme le donneur d’ordres a été condamné à 5 ans de prison avec sursis. L’adjudant-chef Raugel qui a reconnu avoir étouffé Firmin Mahé a été condamné à 4 ans de prison avec sursis. Le brigadier-chef Schnier est condamné à 1 an avec sursis pour avoir aidé Raugel lors de l'assassinat de Mahé. Le conducteur du véhicule, Ben Youssouf, est acquitté.